# Cefacetril
Cefacetril ist ein semisynthetisches Antibiotikum aus der Klasse der Cephalosporine der ersten Generation, welches in der Veterinärmedizin als Injektionspräparat zur Behandlung von Infektionen eingesetzt wird. Derzeit sind in Deutschland keine Tierarzneimittel verfügbar, die Cefacetril als wirksamen Bestandteil enthalten.

## Indikation
Cefacetril wird vorwiegend bei Rindern zur Behandlung von Euterinfektionen verwendet.

## Wirkungsprinzip
Cefacetril hemmt den Aufbau der Zellwand von Bakterien, indem es an spezifische Penicillin-bindende Proteine innerhalb der bakteriellen Zellwand bindet und damit die Zellwandsynthese der Bakterien unterbindet.
Das Antibiotikum zeigt eine hohe Aktivität gegen grampositive Bakterien wie Staphylokokken und Streptokokken und eine weniger starke Aktivität gegen gramnegative Erreger wie E. coli, Klebsiella und Salmonellen. Gegen Infektionen, die durch Pseudomonas, Listerien und Keime mit Resistenz gegen Penicilline und Cephalosporine hervorgerufen werden, zeigt Cefacetril keine oder nur eine schwache Aktivität.

## Applizierung
Cefacetril wird parenteral verabreicht, da bei oraler Gabe des Antibiotikums nur ein geringer Prozentsatz des Wirkstoffes vom Verdauungstrakt aufgenommen wird.